# Mieczysław Dukiet
Mieczysław Franciszek Dukiet (ur. 10 sierpnia 1899 w Lisku, zm. 17 lipca 1983 w Krynicy-Zdroju) – polski doktor nauk medycznych, lekarz ginekolog, położnik, balneolog i lekarz uzdrowiskowy. Uczestnik czterech wojen w latach 1917–1920, w 1939 oraz ruchu oporu 1939–1945, kapitan służby zdrowia rezerwy Wojska Polskiego II RP, major Ludowego Wojska Polskiego. Działacz społeczny i sportowy hokeja na lodzie w klubie KTH Krynica.

## Życiorys

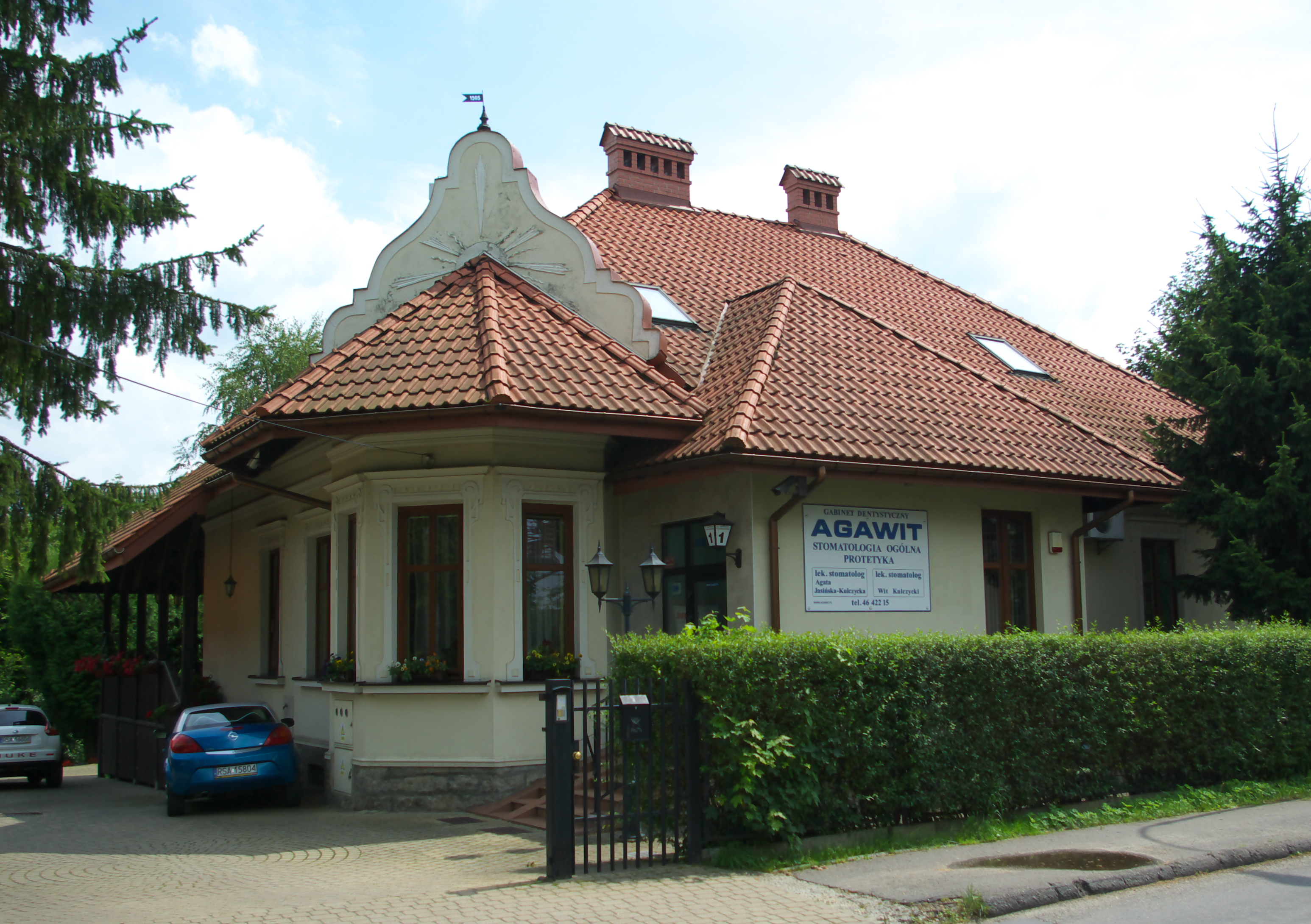
Rodzinny dom rodziny Dukietów w Sanoku

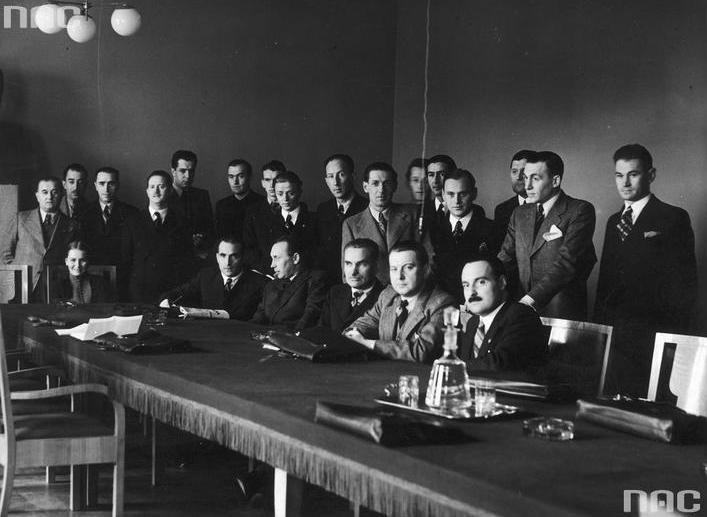
Spotkanie działaczy Polskiego Związku Hokeja na Lodzie i klubu KTH Krynica w Warszawie 14 listopada 1937. Pierwszy prawej siedzi Mieczysław Dukiet

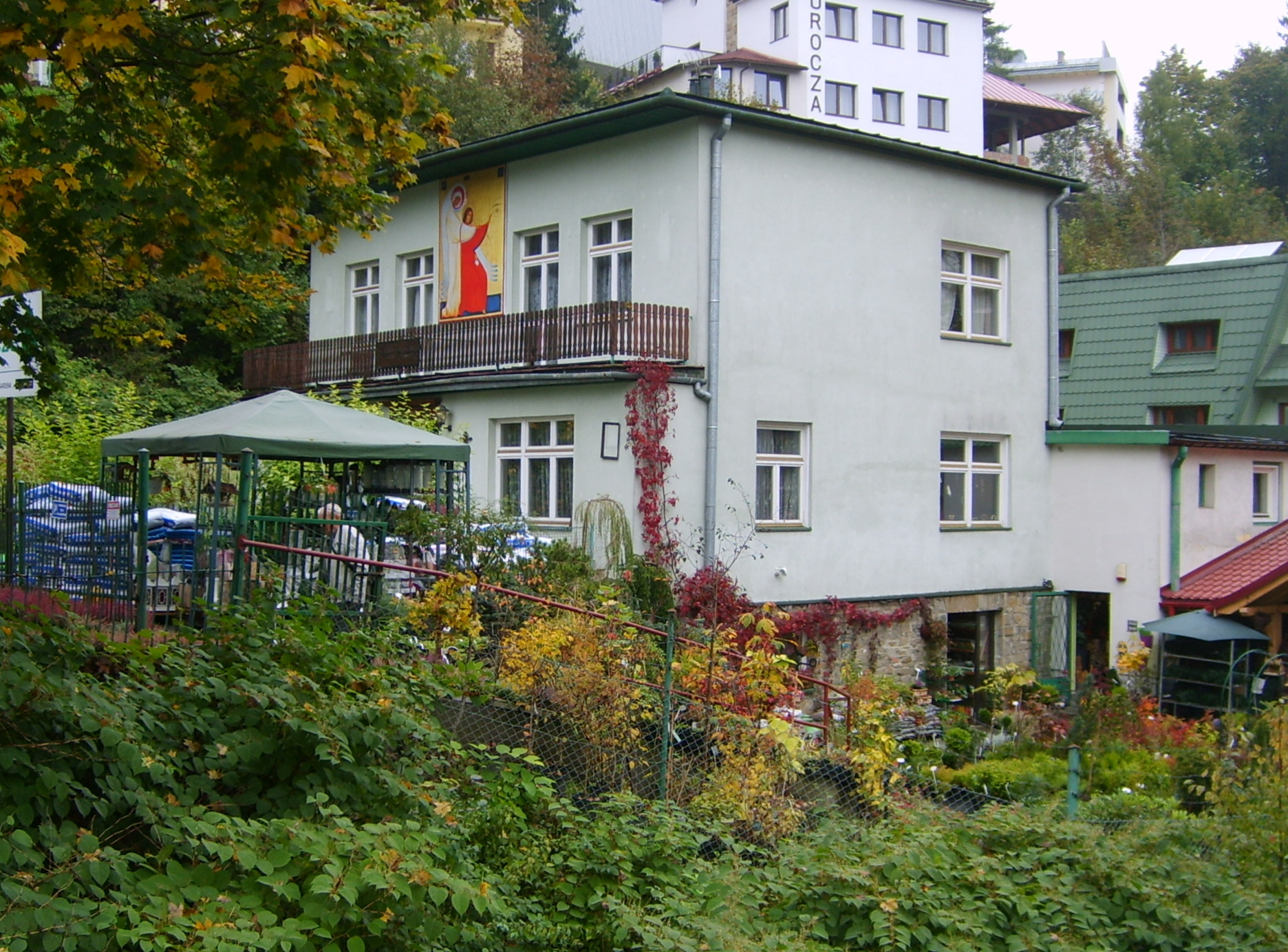
Willa „Moja” w Krynicy-Zdroju

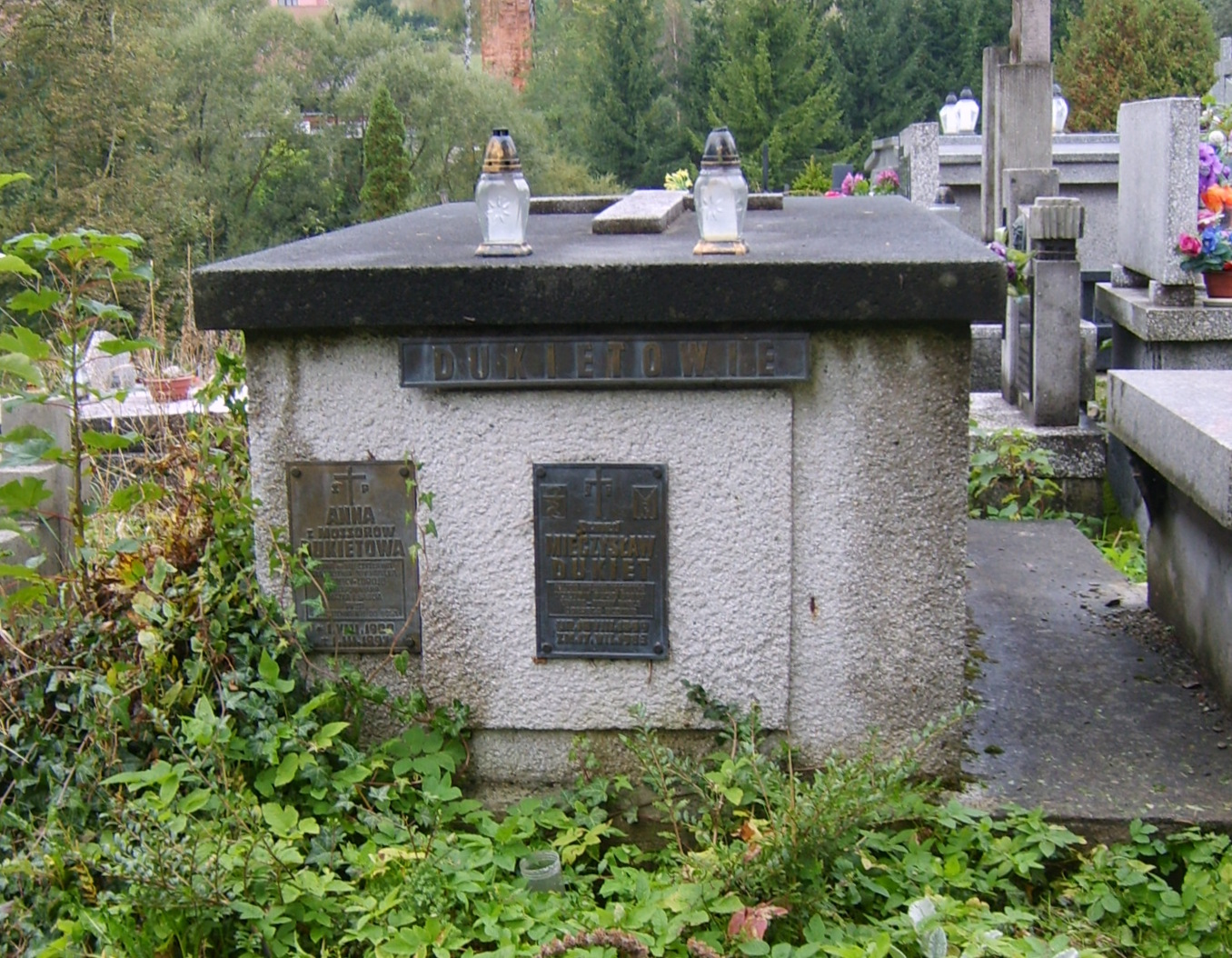
Grobowiec rodziny Dukietów w Krynicy-Zdroju

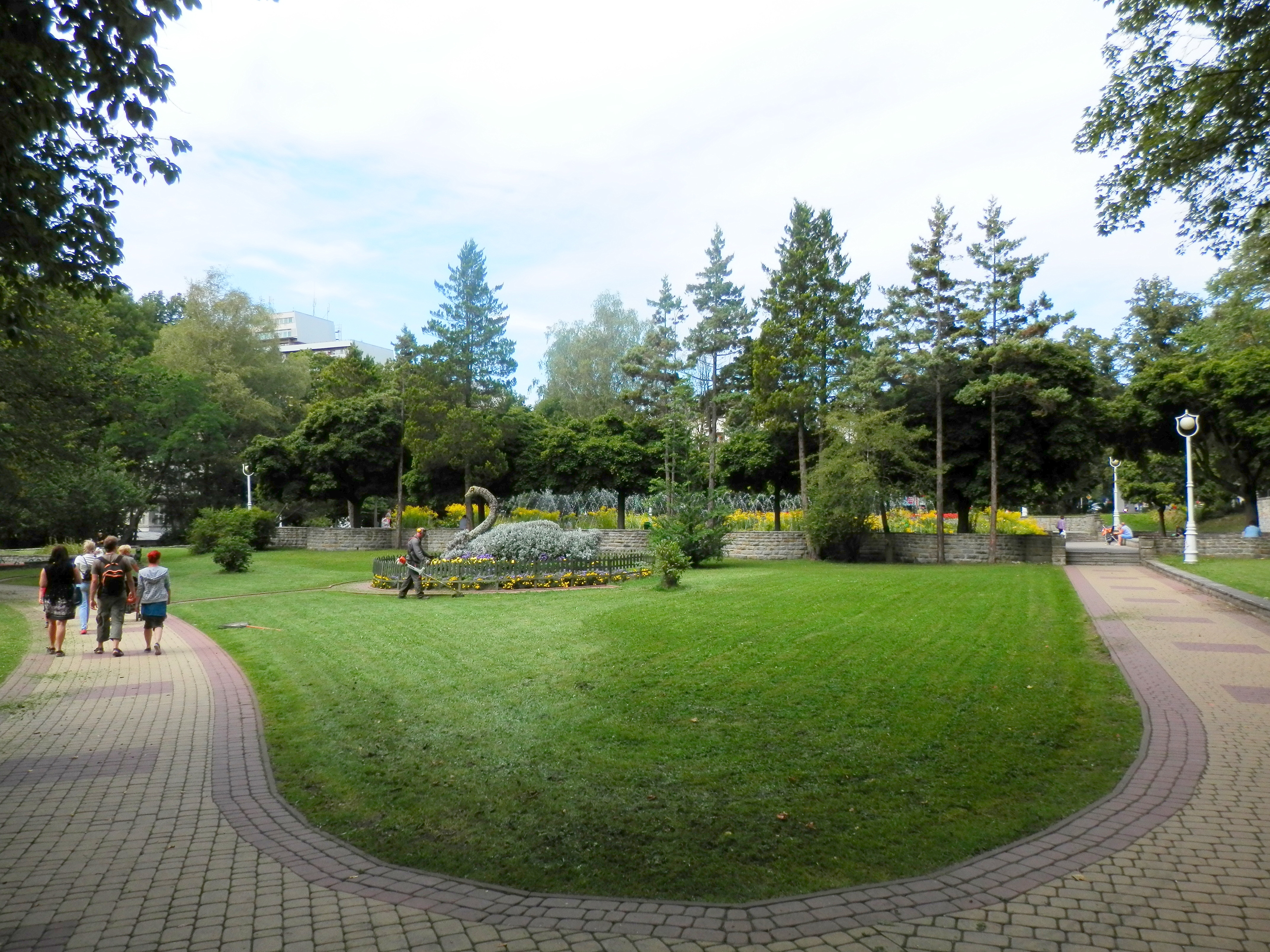
Park im. dra Mieczysława Dukieta w Krynicy-Zdroju

Urodził się 10 sierpnia 1899 w Lisku jako trzeci pięciu synów Władysława (1868–1942, sędzia w Lisku, prokurator w Sanoku) i Marii z domu Wagner (1870–1953). Ojciec był prokuratorem w Sanoku. Braćmi Mieczysława byli Janusz (1895–1975, oficer, prawnik), Włodzimierz (ur. 1897, zm. w 1905 w Makowie wskutek choroby), Zbigniew Tadeusz (ur. 1905, urzędnik bankowy, do 1939 w Kołomyi, zaginął 2 kwietnia 1940), Tadeusz Maria (1908-1969, po wojnie pracownik umysłowy w Bytomiu, ojciec prof. zw. nauk prawnych Teresy Dukiet-Nagórskiej). Rodzina Dukietów zamieszkiwała w domu wybudowanym w 1905, położonym obecnie przy ulicy Bartosza Głowackiego 1 w Sanoku. W tym mieście Mieczysław Dukiet ukończył szkołę podstawową. W 1917 zdał egzamin dojrzałości (tzw. matura wojenna) w C.K. Gimnazjum w Sanoku (w jego klasie byli m.in. Kazimierz Kwaśniewicz, Stanisław Ochęduszko, Władysław Szepieniec); do tej szkoły uczęszczali także jego bracia)). W czasie nauki działał w Organizacji Młodzieży Niepodległościowej „Zarzewie” oraz w skautingu, był drużynowym I Drużyny Skautów w Sanoku w latach 1914-1916. Ponadto odbywał praktyki pielęgniarskie w uzdrowisku Rymanów-Zdrój, gdzie od 1881 lekarzem zdrojowym był jego stryj dr Józef Dukiet (zm. 1921).
W trakcie I wojny światowej został wcielony do c. i k. armii, wysłany do szkoły oficerskiej artylerii w Hajmáskér, po czym skierowany na front włoski, gdzie służył jako obserwator artyleryjski podczas walk w Tyrolu. Następnie przebywał na leczeniu w Zakopanem. Dekretem Wodza Naczelnego Józefa Piłsudskiego z 19 lutego 1919 jako były oficer armii austro-węgierskiej został przyjęty do Wojska Polskiego z dniem 1 stycznia 1918 wraz z zatwierdzeniem posiadanego stopnia podporucznika ze starszeństwem z 30 marca 1918 i rozkazem z tego samego dnia 19 lutego 1919 Szefa Sztabu Generalnego płk. Stanisława Hallera przydzielony do komendy placu w Sanoku od 1 listopada 1918. Następnie rozpoczął służbę w 2 Przemyskim pułku artylerii ciężkiej w ramach 4 Dywizji Piechoty. Uczestniczył w wojnie polsko-ukraińskiej, w tym podczas obrony Lwowa, odbywając cały szlak bojowy aż po Zbrucz. Następnie brał udział w wojnie polsko-bolszewickiej. Został awansowany do stopnia porucznika rezerwy artylerii ze starszeństwem z 1 czerwca 1919. W 1923, 1924 był przydzielony jako oficer rezerwowy do 24 pułku artylerii polowej w garnizonie Jarosław. W 1934, jako porucznik rezerwy sanitarny był w kadrze zapasowej 5 Okręgowego Szpitala i był wówczas przydzielony do Powiatowej Komendy Uzupełnień Nowy Sącz. Został awansowany na stopień kapitana rezerwy w korpusie oficerów zdrowia grupa lekarzy ze starszeństwem z dniem 19 marca 1939.
W niepodległej II Rzeczypospolitej podjął studia medyczne na Wydziale Lekarskim Uniwersytetu Jagiellońskiego. Podczas studiów zaangażował się w działalność „Bratniej Pomocy Medyków UJ”. Studia ukończył z wynikiem celującym 10 listopada 1924 uzyskując tytuł doktora nauk medycznych. Początkowo pracował jako asystent w Klinice Chorób Kobiecych i Położnictwa UJ w Krakowie u boku profesora Aleksandra Rosnera oraz w Państwowej Szkole Położnych. Wskutek przyczyn materialnych opuścił Kraków i pracę w tym mieście. W 1928 został wybrany w konkursie na lekarza Ubezpieczalni Społecznej w Krynicy-Zdroju, gdzie zamieszkał i pozostał przez ponad 50 lat. Został specjalistą II stopnia ginekologii, położnictwa i balneologii, ponadto w 1931 doszkalał się w Wiedniu, w 1938 odbył kurs chirurgii urazowej. Jako lekarz zaangażował się w leczenie przedstawicieli wszystkich sfer społecznych. Był uznanym specjalistą chorób kobiecych, jego szczególnym polem zainteresowań badawczym było leczeniem uzdrowiskowe niepłodności. W latach 30. leczył m.in. przebywającą w Krynicy-Zdroju księżniczkę Julianę, późniejszą królową Holandii.
Aktywnie działał w krynickim uzdrowisku. Poza główną pracą lekarza wygłaszał wykłady doszkalające dla lekarzy i studentów, a także dla kuracjuszy cieszące się dużym zainteresowaniem, prowadził przewody specjalizacyjne, był organizatorem i działaczem zjazdów lekarzy w Krynicy-Zdroju. Czynił starania o poprawę i utrzymanie infrastruktury uzdrowiska i ochronę środowiska. W 1938 zasiadał w radzie nadzorczej Miejskiej Komunalnej Kasy Oszczędności w Krynicy Zdroju. Propagował rozwój sportu, szczególnie zaangażował się w dyscyplinę hokeja na lodzie. Tuż po przyjeździe do Krynicy-Zdroju zasiadł w zarządzie organizowanego klubu KTH Krynica, założonego 28 grudnia 1928. Następnie działał w komitecie organizacyjnym turnieju stanowiącego jednoczesne mistrzostwa świata 1931 i mistrzostwa Europy w hokeju na lodzie. W zarządzie KTH funkcjonował do 1954, w tym czasie pełnił także funkcję prezesa i wiceprezesa klubu.
Po wybuchu II wojny światowej w stopniu kapitana rezerwy został zmobilizowany do Wojska Polskiego i uczestniczył w kampanii wrześniowej w szeregach Batalionu „Nowy Sącz” Obrony Narodowej podczas walk na terenie Podkarpacia. Został wzięty do niewoli przez Niemców w okolicach Lwowa, po czym zbiegł z transportu wykorzystując swoją znajomość języka niemieckiego i powrócił do Krynicy. Tam w okresie okupacji niemieckiej zaangażował się w działalność Polskiego Komitetu Opieki, udzielał opieki lekarskiej dla ludności, współpracował z ruchem oporu Armii Krajowej, wspierając akcje przerzutowe w stronę Słowacji i Węgier (kontakt został nawiązany po organizowanym w 1940 meczu hokejowym z Czechami w Preszowie). W 1942 został aresztowany przez Niemców i był osadzony i przesłuchiwany przez trzy miesiące w siedzibie gestapo w Nowym Sączu. Wówczas był przesłuchiwany przez szefa tamtejszego gestapo, Heinricha Hamanna. Odzyskał wolność dzięki wstawiennictwu różnych osób. W 1944 został komendantem szpitala dla ludzi pracujących w okopach, zorganizowanym przez Niemców w domu sióstr służebniczek starowiejskich. W czasie wojny kilkakrotnie był wyznaczany przez Niemców jako zakładnik.
U schyłku wojny w styczniu 1945 ukrywał się wobec zagrożenia aresztowaniem przez NKWD. Przebywając w Gorlicach, został powołany do służby w wojsku polskim z przydziałem na stanowisko chirurga w Szpitalu Ewakuacyjnym nr 1797 w Bydgoszczy, po czym zobowiązano go do organizacji i kierowania krynickim uzdrowiskiem Wojskowego Szpitala Chirurgiczno-Ginekologicznego. Pod koniec 1947 został zwolniony ze służby wojskowej z uwagi na stan zdrowia. Później pracował na stanowisku ordynatora i konsultanta w placówkach służby zdrowia w Krynicy-Zdroju (np. w sanatorium „Lwigród”, w Ośrodku Naukowo-Leczniczym Kliniki Ginekologiczno-Położniczej Akademii Medycznej w Krakowie, w przychodni zdrojowej). Po wojnie w stopniu majora był kierownikiem Sanatorium Wojskowego.
Od 1933 do 1939 był członkiem Prezydium i Wydziału Wykonawczego Krynickiej Komisji Zdrojowej z grona lekarzy oraz referentem krynickiej balneoterapii. Był wybierany i zasiadał w miejskiej i powiatowej radzie narodowej zarówno w okresie przed-, jak i powojennym. Był członkiem zarządu głównego Polskiego Towarzystwa Balneologicznego w Poznaniu (po wojnie jako Polskie Towarzystwo Balneoklimatyczne), kierował krynickimi kołami PTB i Polskiego Towarzystwa Lekarskiego, od 1950 stałym sekretarzem Naukowej Rady Lekarskiej w Krynicy-Zdroju, członkiem Polskiego Towarzystwa Ginekologicznego, członkiem International Society of Medical Hydrology, w maju 1959 członkiem Komisji Nauk Medycznych Oddziału Krakowskiego Polskiej Akademii Nauk, wiceprezesem krynickiej Straży Pożarnej, wiceprezesem krynickiego Polskiego Czerwonego Krzyża, członkiem zarządu Koła Krynickiego Związku Rezerwistów RP, członkiem Koła Harcerzy z lat 1910–1918, członkiem Związku Obrońców Podkarpacia, działał w radzie parafialnej. Pracował w redakcji „Wiadomości Uzdrowiskowe”, był autorem 20 prac naukowych, artykułów w czasopismach fachowych, a także prasie codziennej.
W wieku 71 lat przeszedł na emeryturę. Od 10 października 1925 jego żoną była Anna z domu Mossor (1900-1997, córka Mieczysława, także absolwentka sanockiego gimnazjum, matura w 1919). W 1931 miejscem zamieszkania Mieczysława Dukieta był Alfredów, natomiast później Mieczysław i Anna Dukietowie zamieszkiwali w krynickiej willi „Moja”. Mieczysław Dukiet zmarł 17 lipca 1982 w Krynicy Zdroju. Został pochowany na Starym Cmentarzu w Krynicy-Zdroju.

## Publikacje
- Zwalczanie bolesności porodowej („Nowiny Lekarskie”, 1928)
- Próba zapobiegania ciąży pozamacicznej powstałej na tle pozapalnych zmian jajowodów („Nowiny Lekarskie”, 1932)
- Krynica – środki i wskazania lecznicze – w wydaniu książkowym (Poznań, 1948)
- Zdrojowiskowe leczenie chorób kobiecych („Polski Tygodnik Lekarski”, 1949)
- Leczenie uzdrowiskowe zaburzeń okresu przekwitania („Polski Tygodnik Lekarski”, 1951)
- Leczenie niepłodności kobiecej spowodowanej zapalnymi zmianami szyjki macicznej („Ginekologia Polska”, 1956)
- Przekwitanie kobiece w leczeniu uzdrowiskowym (1964)
- Wody mineralne i kąpiele lecznicze (Państwowe Wydawnictwo Naukowe, 1967)

## Odznaczenia i wyróżnienia
- Odznaka Honorowa „Orlęta”
- Krzyż Obrony Lwowa
- Gwiazda Przemyśla
- Medal „Za obronę Podkarpacia”
- Medal Pamiątkowy za Wojnę 1918–1921
- Złoty Krzyż Zasługi
- Honorowy Prezes Klubu KTH Krynica[36] (1968)
- Honorowy Prezes Polskiego Towarzystwa Balneoklimatycznego
- Honorowy członek Polskiego Towarzystwa Ginekologicznego
- Medal Wojciecha Oczki (przyznany przez Instytut Balneoklimatyczny w Poznaniu)

## Upamiętnienie
- W uznaniu zasług jego imieniem została przyjęta nazwa „Zdrój Mieczysław” mineralnej wody leczniczej w Krynicy-Zdroju[37] (wcześniej Mieczysław Dukiet przyczynił się do jego odkrycia, zbadania i zastosowania).
- Tablica upamiętniająca Mieczysława Dukieta została umieszczona w DH „Perła” w Krynicy-Zdroju.
- Na cześć doktora w 1986 w Krynicy-Zdroju nazwano „Park im. dr Mieczysława Dukieta”, położony w centrum miasta w otoczeniu ulic Zdrojowej i Piłsudskiego[38].
- W 2013 Biblioteka Publiczna Gminy Krynicy-Zdroju, upamiętniając 220. rocznicę powstania uzdrowiska, wydała publikację, przedstawiającą 17 sylwetek osób, działających w przeszłości na rzecz miasta (opisani został w niej m.in. Mieczysław Dukiet i Julian Zawadowski)[39].